# Marcos Pérez Jiménez

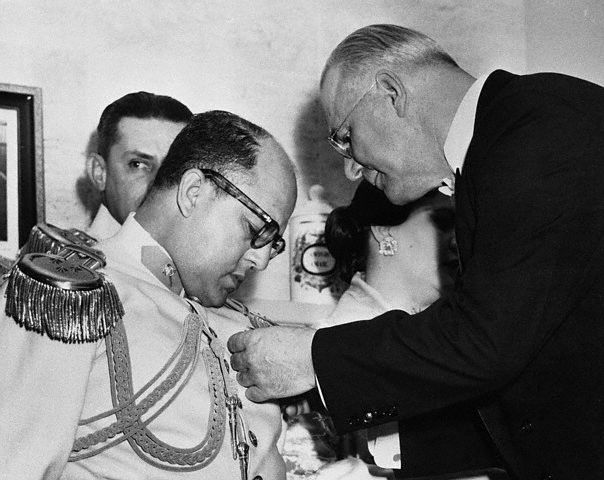
Marcos Pérez Jiménez ontvangt de Legion of Merit medaille

Marcos Pérez Jiménez (Michelena, 25 april 1914 – Madrid (Spanje), 20 september 2001) was
president-dictator van Venezuela.

## Loopbaan
Pérez Jiménez maakte deel uit van de junta die in 1945 de regering-Angarita afzette. Hij werd minister van defensie in de voorlopige regering van Rómulo Betancourt.
Op 23 november 1948 zette hij, samen met Delgado Chalbaut, de democratisch gekozen regering van Rómulo Gallegos af. Hijzelf werd weer minister van defensie en toen in 1950 Chalbaut werd vermoord, zelf staatshoofd.
In 1952 liet hij zich bij dubieuze verkiezingen tot president kiezen. Er kwam een nieuwe grondwet, de 25e van het land sinds de onafhankelijkheid in 1830. Politieke leiders als Betancourt en Gallegos wachtten in ballingschap op het herstel van de democratie.
Venezuela werd in de jaren van Pérez Jiménez het grootste olieproducerende land ter wereld. Met de oliedollars kocht Jiménez sociale rust. Hij onderhield hartelijke betrekkingen met de andere dictators op het continent, en vanaf 1955 was hij gastheer van de uit eigen land verdreven Juan Perón.
Op 1 januari 1958 begon een opstand tegen zijn bewind, en op 23 januari moest hij vluchten. Via de Dominicaanse Republiek van zijn vriend Rafael Trujillo ging hij naar de Verenigde Staten. Hij vestigde zich in Miami met naar schatting 13 miljoen dollar uit de Venezolaanse schatkist. Een verzoek van de nieuwe democratische regering-Betancourt om zijn uitlevering werd na 4 jaar procederen door het Amerikaanse Hooggerechtshof ingewilligd. Vijf jaar zat de ex-dictator in een Venezolaanse gevangenis wegens verduistering van staatsgelden, waarna hij in 1968 mocht vertrekken. Hij nam met zijn partij CCN deel aan de parlementsverkiezingen van 1968. Hij werd verkozen in de Senaat en zijn partij werd de vierde grootste in het Huis van Afgevaardigden, maar hij kon door zijn strafblad zijn mandaat niet opnemen. Hij woonde sindsdien in Spanje.

## In fictie
Pérez Jiménez stond model voor de oude dictator in de roman De herfst van de patriarch (El otoño del patriarca) van Gabriel García Márquez uit 1975.